# Maria Pipiliaridou
Maria Pipiliaridou (* 30. September 1986) ist eine ehemalige griechische Gewichtheberin.

## Karriere
Pipiliaridou erreichte als 17-Jährige bei den Junioren-Europameisterschaften 2003 den vierten Platz. Bei den Aktiven wurden sie bei den Europameisterschaften 2004 Zwölfte in der Klasse bis 48 kg. 2005 schaffte sie bei den Europameisterschaften den siebten Platz. Bei den Europameisterschaften 2006 wurde sie Neunte. 2007 belegte sie bei den Europameisterschaften den zwölften Platz. Bei einer Trainingskontrolle 2008 wurde Pipiliaridou wie auch zehn weitere Mitglieder der griechischen Nationalmannschaft positiv getestet und anschließend für zwei Jahre gesperrt.